# Expoziția Tinerimii artistice din anul 1905
Expoziția Tinerimii artistice din anul 1905 a fost cea de a patra manifestare expozițională a Societății Tinerimea artistică. Deschiderea ei s-a făcut în primăvara anului 1905 la Ateneul Român din București și i-a avut ca principali actori pe Constantin Aricescu, Ștefan Luchian, Ipolit Strâmbulescu, Kimon Loghi, Ștefan Popescu, Arthur Verona, Nicolae Grant, Nicolae Vermont, Gheorghe Petrașcu, Frederic Storck, Ludovic Bassarab și Oscar Späthe. Societatea l-a avut ca invitat pe Iosif Iser.

## Deschiderea manifestării

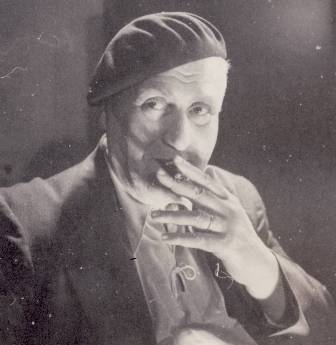
Iosif Iser

Cea de a patra expoziție a societății din anul 1905 a fost primită cu rezervă de către o mulțime de publicații ale vremii și mai ales cu dezinteres de către amatorii de artă și de colecționari. Dezinteresul a rezultat din faptul că sub impulsul social reprezentat de creșterea mișcării sindicaliste și a declanșării masive a grevelor muncitorești, artiștii au creat opere în care au prezentat pe lângă case de mahala și peisaje pitorești și numeroase portrete și scene de gen din viața oamenilor simpli. Elocvente au fost Chivuțele din Piața Mare a lui Steriadi, Iarna la mahala a lui Ipolit Strâmbu, Car cu boi a lui Nicolae Vermont, Pâinea de toate zilele a lui Arthur Verona și Țărăncuțele lui Ștefan Luchian. Luchian avea să realizeze în acel an și celebrul După muncă, spre casă.

## Lucrări și participanți
Din cronica lui C.I. Prodan din revista Literatură și artă din anul 1905, au rezultat principalii expozanți după cum urmează:
- Principesa Maria - cu lucrări de artă aplicată și trei portrete realizate în creion ale copiilor ei.[4]
- Constantin Aricescu - invitat, cu două tablouri cu peisaje și apusuri ce se reflectă pe lacuri liniștite la margine de pădure.[4]
- Ludovic Bassarab, Cecilia Cuțescu-Storck, caricaturistul Iosif Iser, arhitectul Petre Antonescu și mulți alții.[4]
- Constantin Artachino - cu Crizanteme, Fructe, Portretul dnei E.A. și mai multe peisaje dintre care s-a remarcat Din parcul de la Tei.[4]

- Nicolae Grant - cu o serie de acuarele care înfățișau interioare de biserici și trei tablouri în tehnica uleiului. A fost menționat cel intitulat Peisaj de primăvară.[4]
- Ștefan Luchian - cu Un țăran cu boi care a fost parte a unei achiziții și Popasul. A mai avut tipuri rurale și peisaje depe valea Roșioarei.[4]
- George Mărculescu - a prezentat picturi de aceeași factură cum era cunoascut, cu interioare calme și liniștite.[4]
- Gheorghe Petrașcu - a adus picturi în care a reprezentat impresii de călătorie De la Mangalia, Ruine de poartă de la Sorrento, case, Un colț din plajă - Geamia, o vedere, Hotelul Minerva, Seară de vară și Don Bacio.[4]
- Ștefan Popescu - cu două tablouri cu peisaje în zile ploiase, Portret și Zi de vară.[4]
- Jean Alexandru Steriadi - cu Chivuțe în piața mare, vederi din piața St. Sulpice cu birje cu cai blegi care staționează.[4]
- Ipolit Strâmbulescu - cu o serie de ciobănași.[4]
- Arthur Verona - cu Efect de seară, Mohamed II pe valea Dâmboviței și Pe malul Prutului.[4]
- Kimon Loghi - a prezentat tablouri decorative ca Elohi, Elohi, Iama Savachtani ce era realizat într-o atmosferă întunecată cu nori grei și plumburii; Golgota la orizont cu un Christ răstignit pe un fundal de aură de luminoasă și Fructul oprit în care a figurat o Evă modernă îmbrăcată în veșminte de culoare roz care întinde o mână pentru a lua un măr. A mai expus compoziții cu peisaje ca Pe drum de seară, Marină și Chiparoși de influență böklineană.[4]
- Frederic Storck - cu o serie de plachete în basorelief, Oscar Späthe cu Dor timpuriu din marmură și Dimitrie Mirea.[4]

Faptul că o categorie dintre artiști au intrat în tematica socială a avut o consecință oficială imediată. Astfel, Ministerul Cultelor și Instrucțiunii nu a mai cumpărat lucrări direct din expoziție și să lase  comitetul de conducere al Tinerimii artistice să discearnă alegerea tablourilor și evaluarea prețurilor, ci a creat o comisie ministerială în acest sens.
Cu toate că la propunerea societății de a reprezenta România la cea de a IX-a Expoziție internațională de la Munchen, ministerul și-a dat acceptul, acesta a decis să achiziționeze lucrări de la expozițiile Cercului artistic, tocmai pentru a sprijini această societate care a reînceput să organizeze manifestările anuale obișnuite. Despre participarea Tinerimii la expoziția de la Munchen nu au rămas informații, deoarece presa s-a mulțumit doar să o consemneze, fără a face cronică.

Picturi cu tematică socială care au fost prezente la Expoziţia Tinerimii artistice din anul 1905
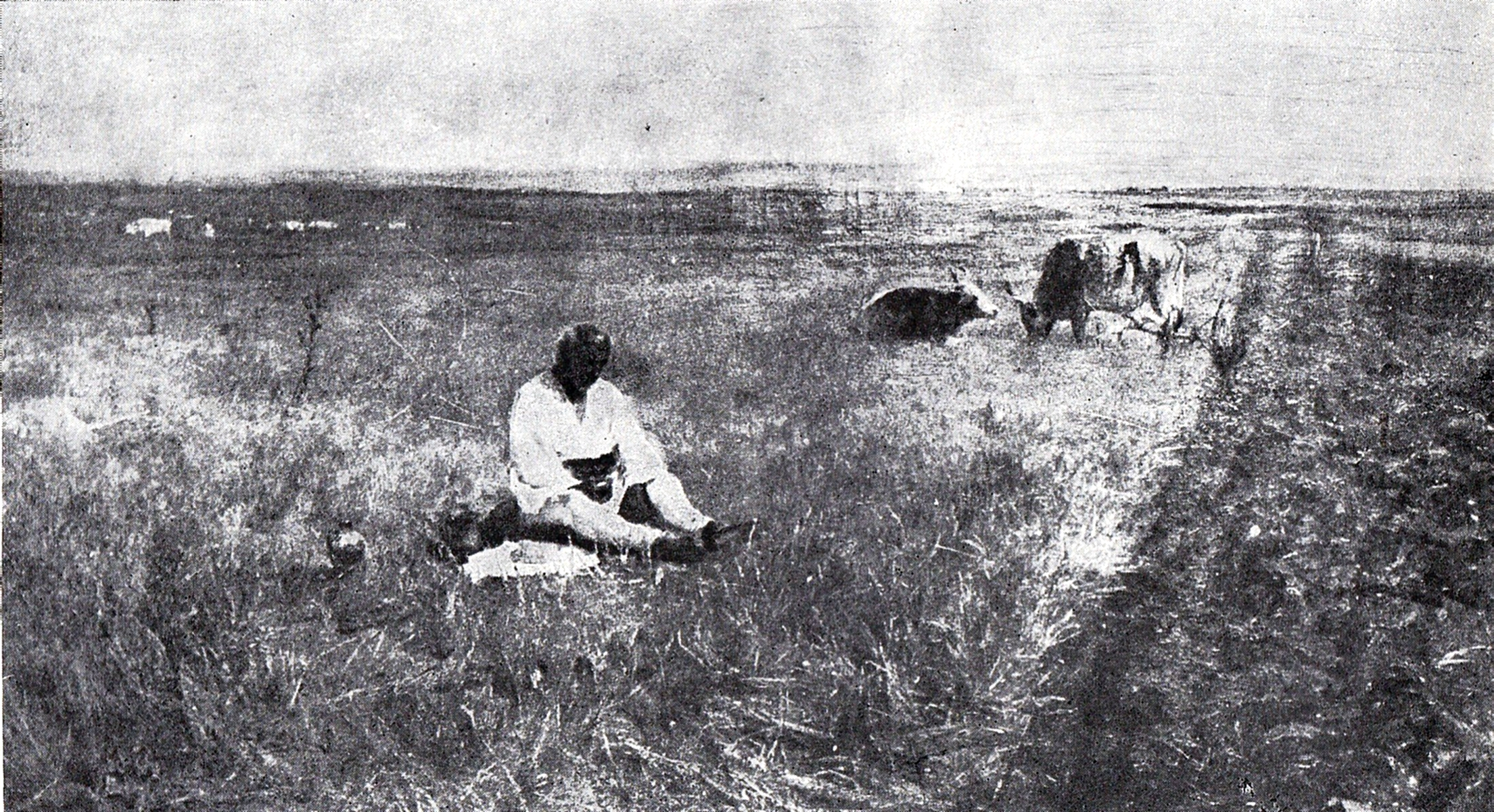
Pâinea de toate zilele [ Arthur Verona ]
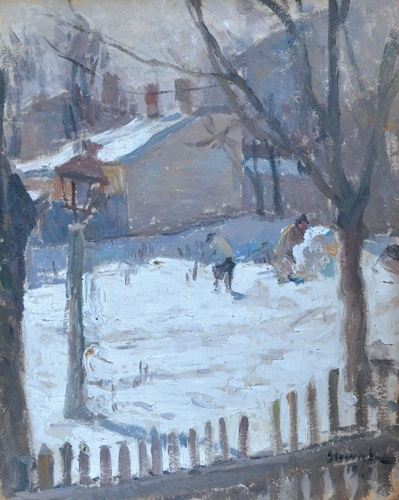
Iarna în mahala [ Ipolit Strâmbu ]
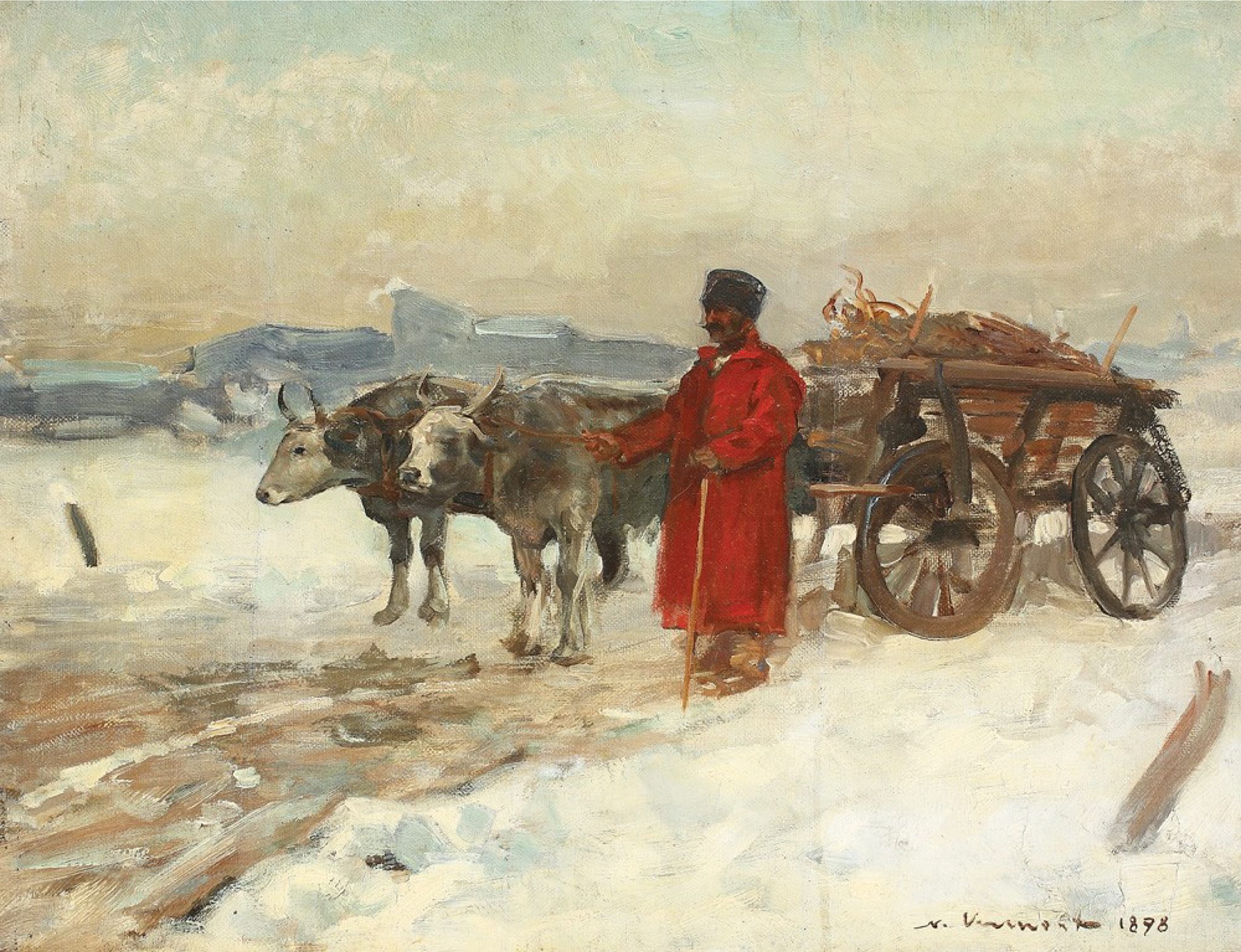
Car cu boi [ Nicolae Vermont ]
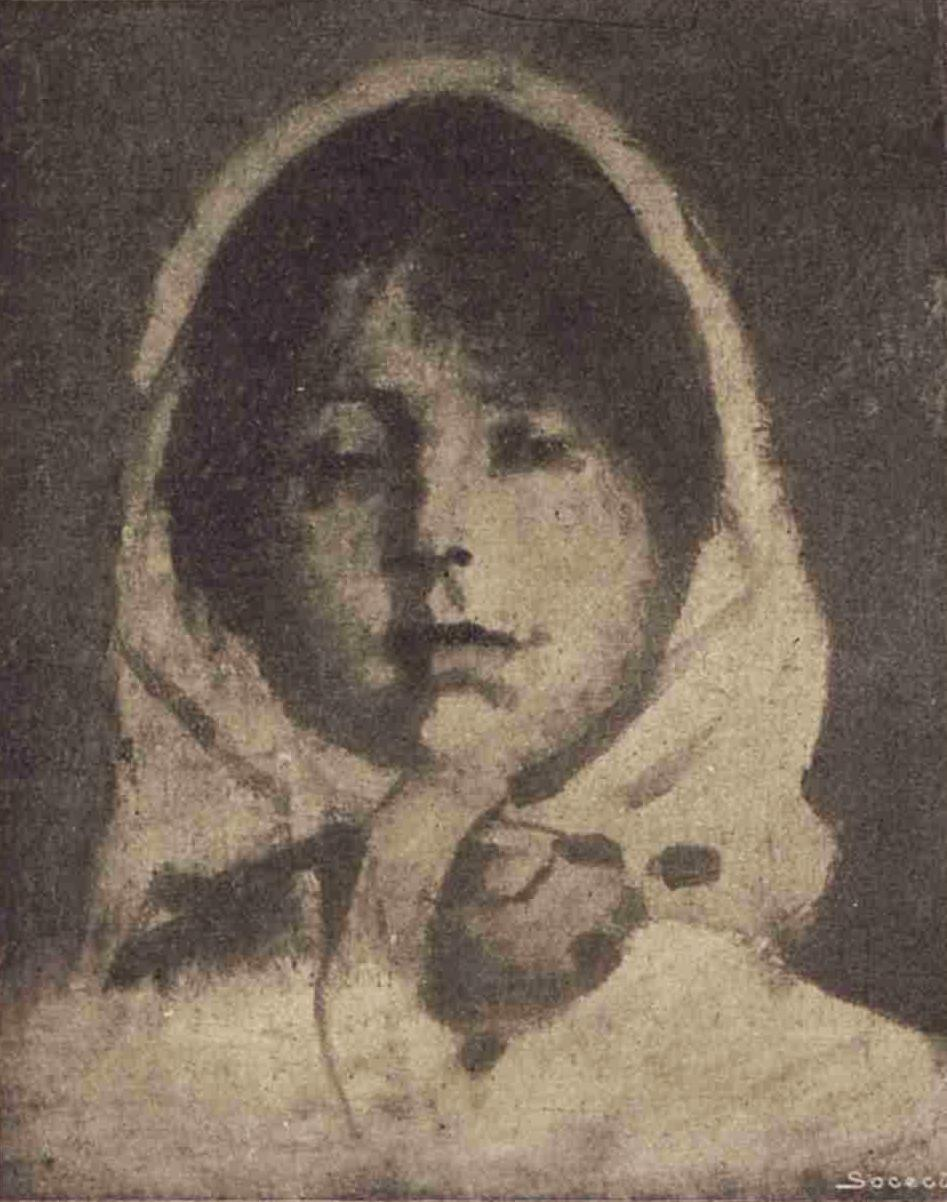
Țărăncuță [ Ștefan Luchian ]
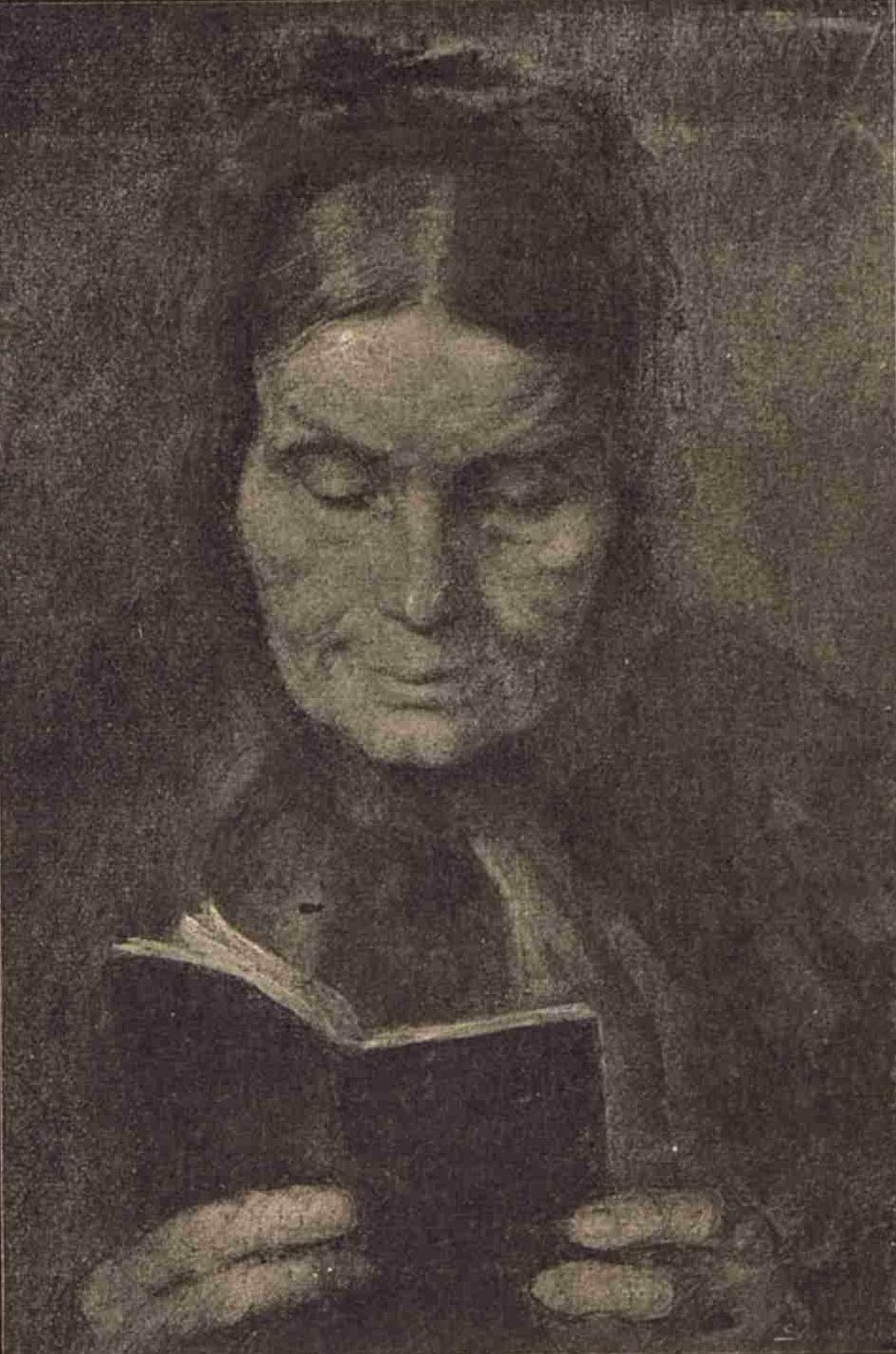
Bătrână [ Kimon Loghi ]
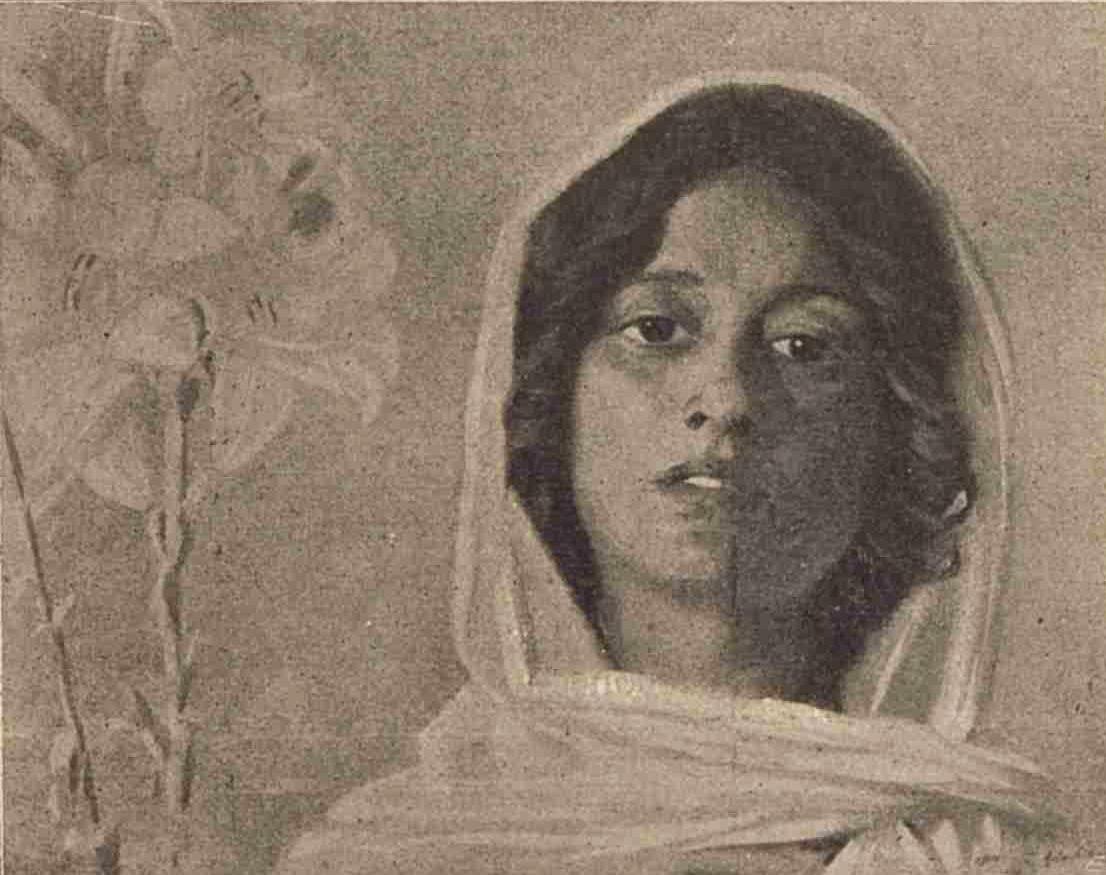
Țărancă [ Constantin Artachino ]
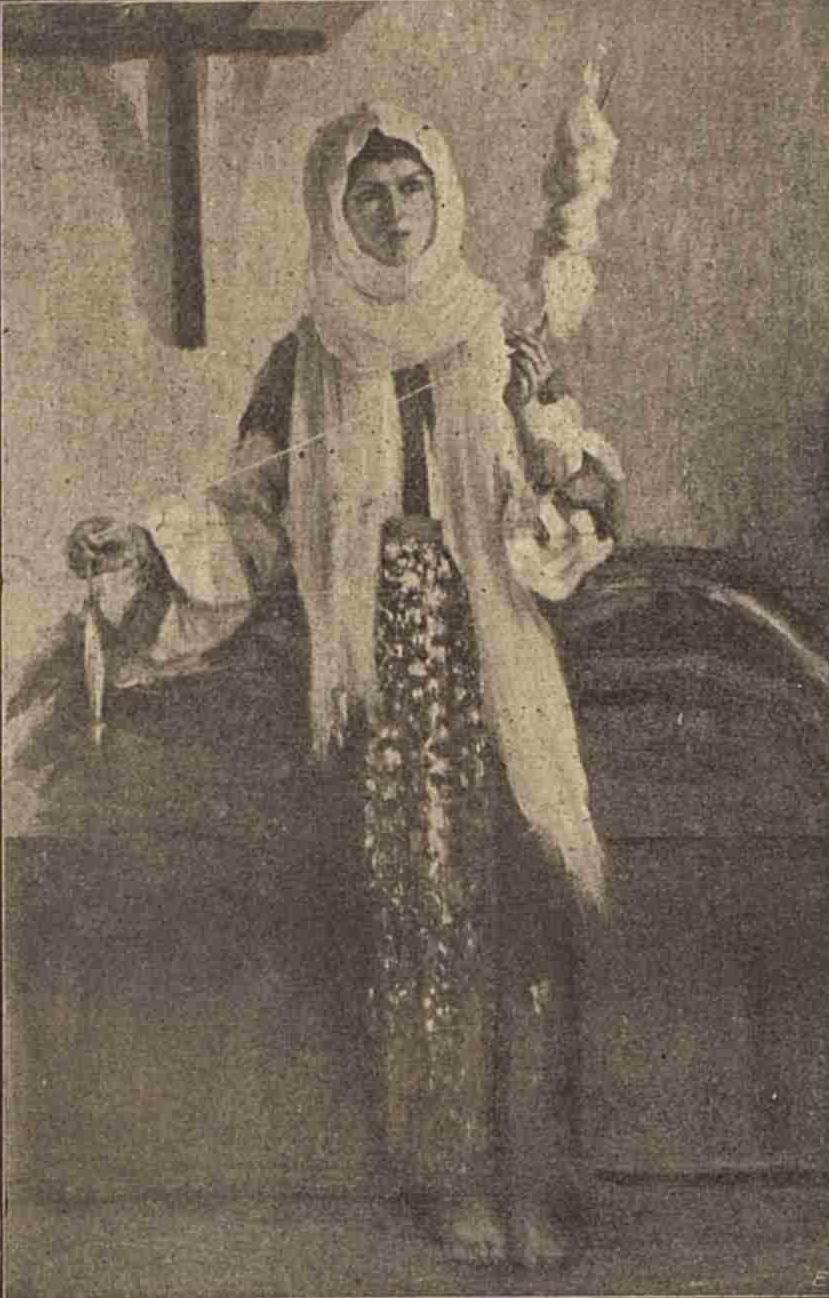
Țărancă [ Nicolae Grant ]
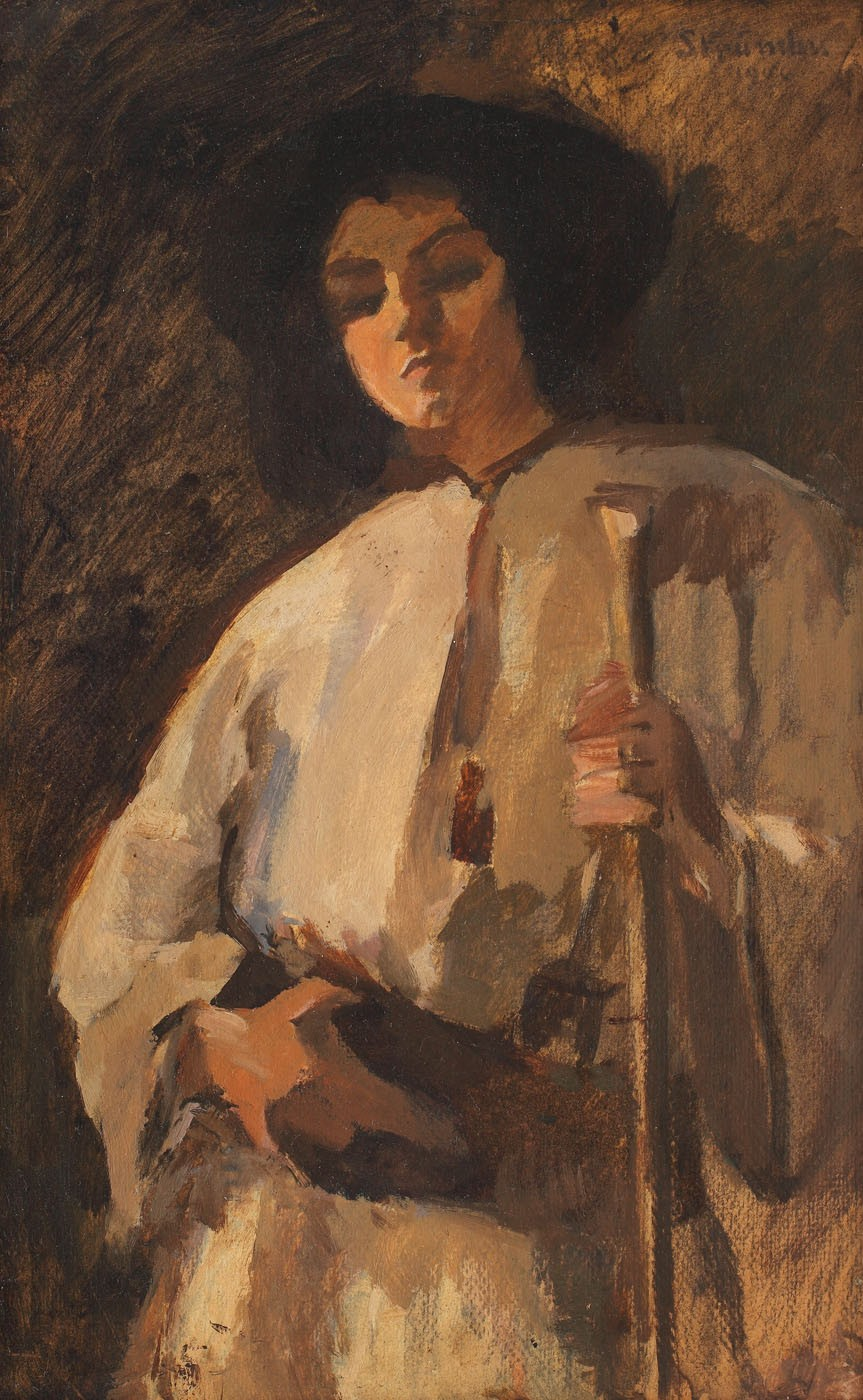
Ciobănaș [ Ipolit Strâmbu ]

Ministerul Cultelor a instituit așa numita Casa Artelor ce a funcționat ca o direcție specială al cărei scop principal era să se ocupe de toate manifestările artistice. În consecință, presiunile făcute de autorități și reticența oamenilor bogați față de tematica realist critică luată din clasa oamenilor nefericiți și exploatați vor greva manifestările ulterioare ale Tinerimii artistice.

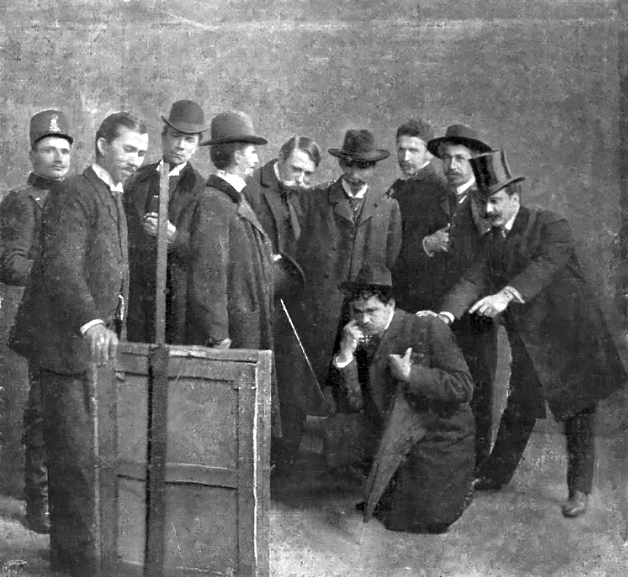
Un juriu al Expoziției Tinerimii artistice din anul 1905 din București (pot fi identificați: Luchian, Artachino, Späthe, Strâmbulescu, Verona, Petrașcu, Loghi și Storck)